# Again (album d'Ayumi Hamasaki)
 (février 2023).
Pour les articles homonymes, voir Again.
Albums de Ayumi Hamasaki
Party Queen
(2012) LOVE again
(2013)
EPs par Ayumi Hamasaki
LOVE
(2012) sixxxxxx
(2015)
Remix par Ayumi Hamasaki
A Classical
(2013)
again est un mini-album de Ayumi Hamasaki, le 4e sorti sous le label avex trax.

## Présentation
L'album sort le 8 décembre 2012 au Japon sous le label avex trax. C'est le deuxième d'une série de cinq disques prévus sortir durant cinq mois consécutifs pour commémorer les 15 ans de carrière de la chanteuse chez Avex ; le précédent, LOVE, est sorti exactement un mois plus tôt, et le suivant, A Classical, sortira un mois plus tard. again atteint la 7e place du classement des ventes de l'Oricon. Il se vend à 34 402 exemplaires la première semaine et reste classé six semaines pour un total de 52 227 exemplaires vendus.
Il est officiellement présenté comme un mini-album, bien que durant plus d'une heure. Il contient en effet douze pistes : quatre chansons inédites (Wake me up, Sweet scar, snowy kiss, et Ivy), leurs versions instrumentales, deux versions remixées de deux d'entre elles, et deux nouvelles versions de deux des chansons du précédent mini-album LOVE. L'album sort aussi au format CD+DVD, avec une pochette différente et un DVD en supplément contenant les clips vidéos des trois premières chansons.
Toutes les chansons originales des mini-albums LOVE et again figureront sur le prochain album studio de la chanteuse, LOVE again, qui sort trois mois plus tard et est donc intitulé en référence à ceux-ci.

## Liste des titres
Toutes les paroles sont écrites par Ayumi Hamasaki.
| 1.  | Wake me up (Original mix)                | Bharadia, Anquetil, Haberg | tasuku           |  |
| 2.  | Sweet scar (Original mix)                | D・A・I                    | Yuta Nakano      |  |
| 3.  | snowy kiss (Original mix)                | Tetsuya Komuro             | tasuku           |  |
| 4.  | Ivy (Original mix)                       | Tetsuya Komuro             | Yuta Nakano      |  |
| 5.  | Missing (Orchestra version)              | Kazuhiro Hara              |                  |  |
| 6.  | Melody (Acoustic Piano version)          | Yasuhiko Hoshino           |                  |  |
| 7.  | Wake me up (Remo-con rmx)                | Bharadia, Anquetil, Haberg | Remo-con         |  |
| 8.  | snowy kiss (Shohei Matsumoto remix)      | Tetsuya Komuro             | Shohei Matsumoto |  |
| 9.  | Wake me up (Original mix -Instrumental-) | Bharadia, Anquetil, Haberg | tasuku           |  |
| 10. | Sweet scar (Original mix -Instrumental-) | D・A・I                    | Yuta Nakano      |  |
| 11. | snowy kiss (Original mix -Instrumental-) | Tetsuya Komuro             | tasuku           |  |
| 12. | Ivy (Original mix -Instrumental-)        | Tetsuya Komuro             | Yuta Nakano      |  |

| 1. | Wake me up (video clip) |  |
| 2. | snowy kiss (video clip) |  |
| 3. | Sweet scar (video clip) |  |